# Анн Серр
Анн Серр (фр. Anne Serre; 7 вересня 1960, Бордо) — французька письменниця, есеїстка і літературна критикиня.

## Біографія
Енн Серр втратила матір, коли їй було десять; її батько був професором літератури. Виросла у Фонтенбло та Орлеані. Її раннє чтиво свідчить про прихильність до сільських мандрівок і прогулянок (Роберт Вальзер, німецький романтизм).
У 17 років вона переїхала до Парижа, де вивчала літературу в Сорбонні (дипломна робота про казки Марі-Катрін д'Онуа). У 20 років почала публікувати літературні твори. Її перший роман, опублікований у 1992 році (Les Gouvernantes), мав позитивне визнання критиків і приніс відомість. Відтоді письменниця опублікувала більше десятка інших книжок.
Крім романів і оповідань, вона також пише нариси, друкується у фейлетонах (літературна критика). Її здебільшого короткі романи були описані критиками як важкі для класифікації, на межі звичайних жанрів, іноді з елементами пастишу (Voyage avec Vila-Matas). Романи Анн Серр, а також її сценарії (Film 1998), театральні діалоги (Dialogue d'été), оповідання (Petite table, sois mise!) пов'язують з магічним реалізмом.
Серед інших літературних впливів Анн Серр назвала Монтеня, Ґертруду Стайн, Арно Шмідта, Петера Гандке, Семюеля Батлера, Томаса Бернгарда, Томаса Гарді.
У 2003 році вона отримала премію Шарля Ульмона за книжку «Білий кінь Ульфінгтона» (Le Cheval blanc d'Uffington), а в 2008 році премію «Prix de La Fondation Del Duca» за «Леопардовий капелюх» (Un chapeau leopard) У 2009 році вона була нагороджена премією «Prix des Étudiants du Sud» в Екс-ан-Провансі за свій творчий доробок.
У 2020 році вона отримала Гонкурівську премію за оповідання за книгу «Посеред золотого літа» (Au cœur d'un été tout en or).
Деякі з її романів (наприклад, «Гувернантки», «Початківці») перекладено англійською мовою. З 2018 року активно працює в ательє письма (ateliers d'écriture) видавництва Gallimard. У США її твори публікуються у видавництві New Directions Publishing (перекладач Марк Гатчінсон).

## Романи та оповідання
- Les Gouvernantes, Champ Vallon, 1992
- Eva Lone, Champ Vallon, 1993
- Un voyage en ballon, Champ Vallon, 1993
- La Petite Épée du cœur, Le Temps qu'il fait, 1995
- Film, Le Temps qu'il fait, 1998
- Au Secours, Champ Vallon, 1998
- Le Cheval blanc d'Uffington, Le Mercure de France, 2002
- Le Narrateur, Le Mercure de France, 2004
- Le.Mat, Ed. Verdier, 2005
- Un chapeau léopard, Le Mercure de France, 2008
- Les Débutants, Le Mercure de France, 2011, (folio 5556)
- Petite table, sois mise !, Verdier, 2012
- Dialogue d’été, Le Mercure de France, 2014
- Voyage avec Vila-Matas, Le Mercure de France, 2017
- Grande tiqueté, Champ Vallon, 2020
- Au cœur d'un été tout en or, Le Mercure de France, 2020